# Taeniogonalos deepaki
Taeniogonalos deepaki — вид дрібних їздців родини Trigonalidae. Описаний у 2024 році науковцями Фонду досліджень Ашоки в галузі екології та навколишнього середовища (англ. Ashoka Trust for Research in Ecology and Environment).

## Назва
Він названий на честь лікаря та ентузіаста природи доктора Діпака Дешпанде, який зібрав типовий зразок.

## Поширення
Ендемік Індії. Поширений у горах Західні Гати у районі міста Белгаум у штаті Карнатака.

## Спосіб життя
Вид є гіперпаразитоїдом, тобто його личинки розвиваються в тілі паразитоїдів. Самиці відкладають тисячі дрібних яєць, «притискаючи» їх до країв листя або впорскуючи всередину. Потім яйце має з'їсти гусениця. Потрапляючи всередину гусениці, яйце або вилуплюється та там атакує інших паразитоїдних личинок (включаючи своїх братів і сестер) у гусениці, або чекає, поки гусениця буде вбита та згодована личинці оси, яку вона потім атакує. Якщо на гусеницю не нападає інший паразитоїд, личинка не розвивається.